# 沅河镇
沅河镇，是中华人民共和国湖南省怀化市洪江市下辖的一个乡镇级行政单位。

## 行政区划
沅河镇下辖以下地区：
原神场社区、黔阳坪村、十里村、清水青村、沅城村、沅河村、大坡村、富团村、保勇村、堰桥村和鄢家溪村。